# Igor Matušek
Igor Matušek (* 28. prosince 1967) je bývalý český fotbalový obránce či záložník. Po skončení aktivní kariéry působí jako profi trenér mládeže.

## Hráčská kariéra
Nejvyšší soutěž hrál za Slováckou Slavii Uh. Hradiště, tamtéž nastupoval i ve druhé lize. V Moravskoslezské fotbalové lize hrál za Kyjov.
V nižších soutěžích hrál za Baník Mikulčice (zde v roce 2010 končil s aktivním hraním), SK Hodonín, FK Mutěnice, FC Veselí nad Moravou, TJ Slovan Břeclav, FK Baník Ratíškovice, Baník Lužice či ZEMAS Hovorany. Působil také v nižších soutěžích v Rakousku (1997–2001).

## Trenérská kariéra
Po skončení hráčské kariéry se stal trenérem mládeže, začínal v MSK Břeclav.

## Ligová bilance
| Ročník                  | Zápasy | Góly | Minuty | Klub             |
| ----------------------- | ------ | ---- | ------ | ---------------- |
| II. liga 1994/95        | 15     | 6    | –      | Uherské Hradiště |
| I. liga 1995/96         | 27     | 2    | 1 827  | Uherské Hradiště |
| II. liga 1996/97        | 22     | 1    | –      | Uherské Hradiště |
| MSFL 2000/01            | –      | 1    | –      | Kyjov            |
| MSFL 2001/02            | –      | 0    | –      | Kyjov            |
| CELKEM I. LIGA          | 27     | 2    | 1 827  |                  |
| CELKEM II. LIGA         | 37     | 7    | –      |                  |
| CELKEM III. LIGA – MSFL | –      | 1    | –      |                  |